# Tangbjerg
Tangbjerg es una localidad situada en el municipio de Egedal, en la región Capital (Dinamarca), con una población en 2012 de unos 610 habitantes.
Se encuentra ubicada al noreste de la isla de Selandia, cerca de Copenhague y de la costa del mar Báltico.